# رابرت گلسپر
رابرت گلسپر (انگلیسی: Robert Glasper؛ زادهٔ ۶ آوریل ۱۹۷۸) از مطرح‌ترین جز پیانیست‌های حال حاضر است که تا کنون برندهٔ سه جایزهٔ گرمی (آلبوم‌های رادیوی سیاه و رادیوی سیاه ۲ و موسیقی متن فیلم زندگینامه ای Miles Ahead) شده‌است.

## سال‌های آغازین
مادر او کیم یوت گلسپر که خوانندهٔ حرفه‌ای جز و بلوز بود پسرش را نیز با خود کلاب‌ها و کلیساها می‌برد و همان‌جا بود که رشد موسیقایی او آغاز شد و الهام بخش او در ترکیب هارمونی‌های کلیسایی و گاسپل با جَز شد. او با ورود به کنسرواتوار جز و موسیقی معاصرِ نیواسکول در نیویورک و آشنایی با خوانندهٔ سبک سول بلال الیور، وارد عرصه هیپ هاپ و اراندبی شد.

## زندگی حرفه ای

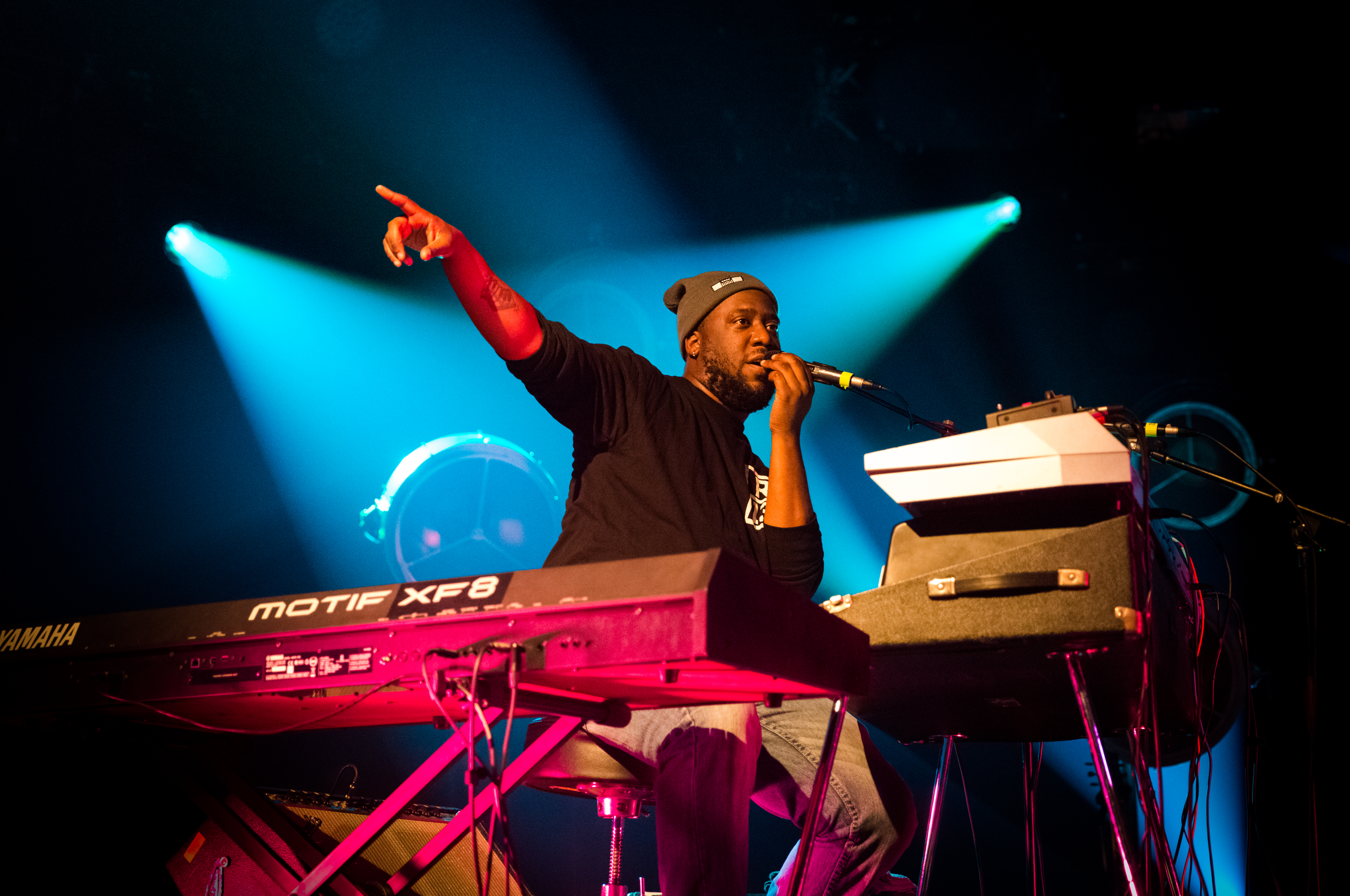
رابرت گلسپر در کنسرت

بعد از بیرون دادن سه آلبوم موفق Mood (۲۰۰۴)، Canvas (۲۰۰۵) که در آن از قطعات هربی هنکاک استفاده شد، In My Element (۲۰۰۶) و Double-Booked (۲۰۰۹) و دو آلبوم رادیوی سیاه (۲۰۱۲) و رادیوی سیاه ۲ (۲۰۱۳) را با همکاری موزیسین‌های مختلف سبک نئو-سول و هیپ-هاپ (از جمله لالا هاتوی) ضبط نمود که توانست با دید منحصربفرد و خلاقانهٔ خود که متأثر از موسیقی سیاهپوستان است، به فراتر از مرزهای موجود در ترکیب موسیقی جز با هیپ هاپ و اراندبی برود.
او از دومین آلبوم خود همکاری خود را با کمپانی بلونت ادامه داده‌است.